# Juan Bautista Cubíe
Juan Bautista Cubíe fue un ensayista y bibliotecario español ilustrado de la segunda mitad del siglo XVIII.

## Biografía
Poco se conoce sobre él; trabajaba en la Real Biblioteca del Palacio de Oriente.
Junto con Pedro Araus (anagrama de Pedro Saura) editó un Semanario económico, compuesto de noticias prácticas, curiosas, y eruditas, de todas Ciencias, Artes, y Oficios; traducidas, y extractadas, de las Actas, Bibliotecas, Obfervaciones, Ephemérides, Relaciones, Misceláneas, Diarios, Encyclopedias, Historias, Memorias, y difertaciones de las Academias de la Europa; y de muchos otros Autores de fama, Franceses, Ingleses, Italianos, Alemanes &c. Obraperiódica que sale todos los jueves del año. Con noticias de agricultura, pintura, Alfaharería; Vidriería, Pedrería, Platería, Latonería, Armería, Panadería, Confitería, Esmaltado, Gravado, Dorado, Plateado, Barnizado, Azogado; Fábricas de Loza de China, de hoja de Lata, Papel, Velas, Carmin, Alumbre, Ultramar; Estufas, y Chimeneas de nueva invención, Estucos, Lacres, Similores, y composiciones Metálicas, modos de endulzar el agua del mar, de encontrar fuentes, y hacer pozos con facilidad, promptitud, y á poca costa, &c. &c. &c. que sale todos los jueves del año (Madrid: Imprenta de Andrés Ramírez, 1765-1767 -el título contiene variaciones poco importantes) y escribió un inteligente y bien documentado ensayo polémico dedicado a Cayetana Fernández Miranda de la Cueva, marquesa de Escalona, Las mugeres vindicadas de las calumnias de los hombres, con un catálogo de las Españolas, que más se han distinguido en Ciencias, y Armas (Madrid: Antonio Pérez de Soto, 1768).
En él se reivindica a la mujer en medio del siglo XVIII por "el grande sentimiento que me causa vér al sexo femenino injustamente ultrajado, y abatido de casi todos los Hombres".
Con cierta ironía escribe: «"El varón, por su áspera carnosidad, y por el vello de que está cubierto su cuerpo, no sólo es objeto menos amable, sino que se puede decir, que se parece más a los brutos, que la mujer"». Concede a la mujer las mismas virtudes, perfecciones y capacidades morales e intelectuales que el hombre, y se esfuerza en deshacer tópicos de taberna, supersticiones absurdas y malentendidos culturales como el hablar mal de las mujeres en la realidad y en la literatura. Advierte, perspicazmente, que trabajan tanto como el hombre, pero en la casa y las tareas domésticas. por otra parte, que la defensa de la damas no exige el sistemático ataque a los varones. Siguiendo los criterios de Aristóteles, pero contradiciendo a Scalígero, observa en ella algunas cualidades mejor desarrolladas: mayor capacidad para el estudio de las ciencias, un natural más vivo e ingenioso. Contra otros defectos y sambenitos que se cargaban en el haber femenino sigue creyendo en sus valores positivos: su constancia y su capacidad para guardar secretos, su menor inclinación a la ira y a la avaricia, y, sobre todo, que «la continencia se verifica en las mujeres más que en los hombres».
La segunda parte de la obra es un repertorio biográfico de mujeres españolas que han destacado en las ciencias y en las armas a lo largo de la historia. Del siglo XVIII sólo recoge a dos escritoras: María Catalina de Caso, traductora de Charles Rollin, y la poetisa andaluza Teresa Guerra, aunque advierte que le falta información. Utiliza entre sus fuentes al cisterciense valenciano del siglo XVII Pedro Pablo Ribera, autor de un libro en italiano que publicó en Venecia en 1609 con el título: Glorias inwmortales, triunfos, y heroicas hazañas de ochocientas cuarenta y cinco mugeres ilustres antiguas, y modernas. En su postura protofeminista no estaba sólo: de la misma opinión eran el padre Feijoo, Beatriz Cienfuegos, Josefa Amar y Borbón, María Isidra Quintina de Guzmán y el abate J. Langlet, que escribía en el periódico El Hablador Juicioso y Crítico Imparcial.
Asimismo, fray Alonso Álvarez, que escribió unas Memorias de las mujeres ilustres de España (1798).

## Obra
- Cubíe, Juan Bautista, Las mujeres vindicadas de las calumnias de los hombres. Con un Catálogo de las Españolas que más se han distinguido en Letras y Armas, Madrid, Imp. Antonio Pérez de Soto, 1768; ed. facsímil en Valencia, Librería París-Valencia, 1997.

- Cubíe, Juan Bautista (1768). Las mujeres vindicadas de las calumnias de los hombres. Editorial Maxtor.España. ISBN 84-95636-00-X (Ed. Facsímil)..

## Fuente
- Emilio Palacios Fernández, La mujer y las letras en la España del siglo XVIII, 2002, p. 46.

- Datos: Q5947728